# Norman, Arkansas
Norman är en liten stad i Montgomery County i den amerikanska delstaten Arkansas med en folkmängd, som uppgår till 423 invånare (2000). Den har enligt United States Census Bureau en area på 3 km².